# Masbate
Masbate (tiếng Masbateño: Probinsya san Masbate; tiếng Hiligaynon: Kapuoran sang Masbate; tiếng Cebuano: Lalawigan sa Masbate; tiếng Central Bikol: Probinsya kan Masbate; tiếng Filipino: Lalawigan ng Masbate) là một tỉnh của Philippines thuộc vùng Bicol. Thủ phủ là Thành phố Masbate. Tỉnh gồm ba hòn đảo chính là:Masbate, Ticao và Burias

## Địa lý
Hòn đảo Masbate nằm ở trung tâm của Quần đảo Philippines, phía đông là eo biển San Fernando, phía nam là biển Visayan và phía tây là biển Sibuyan. Hòn đảo đối mặt với vùng bờ biển tây nam của các tỉnh Camarines Sur, Albay và Sorsogon
Bề mặt địa hình của tỉnh đi từ những gợn sóng nhỏ đến cao, từ đồi thấp đến núi cao. Trên mỗi đảo, địa hình lởm chởm tập trung ở phần phía đông bắc và dần dần thấp xuống những ngọn đồi và nghiêng xuống vùng phía nam, đông nam và tây nam.

## Nhân khẩu
Cư dân trong tỉnh chủ yếu sử dụng tiếng Bisakol, Masbateño (hay Minasbate, một phương ngữ độc nhất của tỉnh), một vài ngôn ngữ Visayan với nhưng pha trộn với tiếng Tagalog và một chút sắc thái của tiếng Hiligaynon. Trên đảo Burias, họ nói tiếng Bikol giống như tỉnh Camarines Sur vì đảo rất gần với đất liền Bicol. Người dân thường cũng thông thạo tiếng Anh và tiếng Tagalog. Tỉ lệ biết chữ trong tỉnh lên tới 95,90%.

## Kinh tế
Tỉnh Masbate được phân loại là tỉnh cấp 1. Masbate có nguồn tài nguyên thiên nhiên phong phú. Bên cạnh nông nghiệp còn có một số ngành kinh tế khác như thủy sản, gia súc và gia cầm. Trên khu vực ven biển, chủ yếu là nghề đánh bắt cá. Masbate xếp thứ hai cả nước chỉ sau tỉnh Bukidnon về chăn nuôi gia súc, 70% trong đó được bán ở Metro Manila và các tỉnh khác ở Luzon. Nông nghiệp là nguồn thu chính của người dân ở đây.
Cùi dừa khô là sản phẩm chủ đạo, tiếp đến là ngô, lúa gạo.

## Hành chính
Ngoài thành phố tỉnh lị tỉnh còn có 20 đô thị tự trị là:
| - Aroroy - Baleno - Balud - Batuan - Cataingan - Cawayan - Claveria - Dimasalang - Esperanza - Mandaon | - Milagros - Mobo - Monreal - Palanas - Pio V. Corpuz - Placer - San Fernando - San Jacinto - San Pascual - Uson |